# Anthemis chrysoleuca
Anthemis chrysoleuca là một loài thực vật có hoa trong họ Cúc. Loài này được J.Gay ex Fisch. & C.A.Mey. mô tả khoa học đầu tiên năm 1846.